# Langenhagen-Kaltenweide

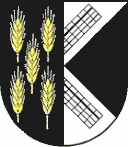
Kaltenweides vapensköld

Kaltenweide är en stadsdel till Langenhagen i Niedersachsen, Tyskland. Det bodde 8000 personer i stadsdelen den 31 december 2017. Kaltenweide ligger norr om Langenhagen. Väster om stadsdelen passerar motorvägen A352.